# Norbert Mika
Norbert Mika (ur. 25 maja 1961 w Raciborzu, zm. 28 października 2020 w Głubczycach) – polski historyk mediewista, działacz samorządowy, nauczyciel.

## Życiorys
W 1988 ukończył studia na Wydziale Filozoficzno-Historycznym Uniwersytetu Jagiellońskiego, a w 2000 Kolegium Zarządzania Akademii Ekonomicznej w Katowicach. W 2006 na Uniwersytecie Śląskim obronił pracę doktorską pt. Mieszko książę raciborski, syn Władysława Wygnańca. Jako historyk zajmował się badaniami nad dziejami Polski, Czech, Austrii i Niemiec. Był autorem kilkudziesięciu publikacji naukowych. W latach 1980–1989 inwigilowany za zaangażowanie się w działalność opozycyjną i kościelną. W 2006 otrzymał status pokrzywdzonego nadany przez IPN. Pełnił funkcję dyrektora Gimnazjum nr 3 im. Augustyna Weltzla w Raciborzu. Posiada liczne osiągnięcia zawodowe: nagrody Ministra Edukacji Narodowej, nagrodę Kuratora Oświaty, został także odznaczony przez Prezydenta Rzeczypospolitej Polskiej Złotym Krzyżem Zasługi w roku 1999. Przez 20 lat był liderem raciborskiego Ruchu Odnowy w Duchu Świętym, z którego odszedł w 2004. W czasie wielkiej powodzi w 1997 prowadził jedną z największych akcji pomocy dzieciom powodzianom organizując wyjazdy na kolonie, także poza granicami kraju. W latach 2002–2006 był przewodniczącym Komisji Oświaty, Kultury, Sportu i rekreacji Rady Powiatu Raciborskiego. W III kadencji Powiatu Raciborskiego (lata 2006–2010) pełnił funkcję przewodniczącego Rady Powiatu. Był członkiem Zarządu Powiatu, a także Komisji Oświaty Kultury i Sportu.

## Publikacje
- Imię Przemysł w wielkopolskiej linii Piastów. Niektóre aspekty stosunków książąt wielkopolskich z Czechami do połowy XIII wieku, (w:) Przemysł II. Odnowienie Królestwa Polskiego pod red. J. Krzyżaniakowej, Poznań 1997, s. 247–255.
- Racibórz w obliczu najazdów tatarskich i zagrożenia wałaskiego, Racibórz 2002.
- Jaki przydomek nosił Mieszko syn Władysława II Wygnańca? [w:] Sacra Silentii provincia. 800 lat powstania dziedzicznego księstwa opolskiego (1202–2002), pod red. A. Pobóg-Lenartowicz, Opole 2003.
- Mieszko syn Władysława II Wygnańca, książę raciborski i pan Krakowa – dzielnicowy władca Polski, Racibórz 2006; wyd. 2, Kraków 2010.
- Walka o spadek po Babenbergach 1246–1278, Racibórz 2008.
- Dzieje ziemi raciborskiej, Kraków 2010.
- Mieszko. Książę raciborski i pan Krakowa – dzielnicowy władca Polski (ok. 1142–1211), Kraków 2013.
- Historia miasta i gminy Krzanowice, Kraków 2013.
- Problematyka tatarska w polityce europejskiej od połowy XV do początku XVI wieku, Kraków-Warszawa 2020.